# خوزه مونیوس مولدا
خوزه مونیوس مولدا (اسپانیایی: José Muñoz Molleda‎؛ ۱۶ فوریهٔ ۱۹۰۵ – ۲۶ مهٔ ۱۹۸۸) آهنگساز، روزنامه‌نگار و سیاستمدار اهل اسپانیا بود.
از فیلم‌ها یا مجموعه‌های تلویزیونی که وی در آن‌ها نقش داشته‌است، می‌توان به دو مسیر اشاره نمود.